# Nationaal park Quttinirpaaq
Het Nationaal park Quttinirpaaq (Engels: Quttinirpaaq National Park) is een nationaal park in Canada. Het beslaat het noordoostelijke grensgebied van Ellesmere in Nunavut. Het park werd opgericht in 1988. Het gebied wordt gedomineerd door rotsen en ijs, en is dan ook een poolwoestijn. Veel van de nog overblijvende gletsjers zijn restanten van de laatste ijstijd. Het reservaat beslaat ongeveer 38.000 km², en is het op een na grootste nationale park in Canada.
Veel van de hogergelegen gebieden in het reservaat verzamelen sneeuw, die meestal niet smelt in de zomer. Deze sneeuw wordt samengedrukt tot ijs, en glijdt naar beneden tot in de Noordelijke IJszee in de vorm van gletsjers, die smelten voor ze de oceaan bereiken. Dit smeltwater vormt hierna meren of stroompjes. Gletsjers die toch de zee bereiken brokkelen dan af en vormen zo ijsbergen.
In het park leven voornamelijk lemmings, poolhazen, poolwolven en muskusossen.